# Cerisy-Belle-Étoile
Cerisy-Belle-Étoile es una comuna francesa situada en el departamento de Orne, en la región de Normandía.

## Demografía
| 556 | 596 | 585 | 639 | 704 | 688 | 713 |
| Para los censos de 1962 a 1999 la población legal corresponde a la población sin duplicidades (Fuente: INSEE [Consultar]) |     |     |     |     |     |     |